# Can Selleres
Can Selleres és una casa de Llampaies, al municipi de Saus, Camallera i Llampaies (Alt Empordà) que forma part de l'Inventari del Patrimoni Arquitectònic de Catalunya. Està situat dins del petit nucli urbà de la població de Llampaies, al bell mig del terme, al carrer de l'Església.

## Descripció
És un edifici entre mitgeres de planta rectangular, amb coberta de teula de dues vessants i distribuït en planta baixa i pis. Presenta un cos adossat a la façana, cobert amb eixida al pis i dues grans arcades de mig punt, amb pedres disposades a sardinell, a la planta baixa. Estan bastides amb pedruscall i morter. L'eixida presenta el sostre embigat i dos pilars quadrats, un central i l'altre a la cantonada, que el sostenen. El portal d'accés és d'arc de mig punt adovellat, amb la inscripció "PERE BARO A 17 DE JULIOL DE 1636". Està situat sota l'arcada sud. A la nord hi ha una finestra rectangular modificada. Al pis, les finestres són rectangulars i algunes estan emmarcades amb carreus de pedra.
La construcció és bastida amb pedra desbastada i morter.

## Història
Construcció del segle xvii amb remodelacions i ampliacions posteriors, tal com ho testifica la data gravada a la portalada: PERA BARO AL 7 DE JULIO DE 1636